# Alfred Rehwagen
Alfred Reinhard Rehwagen (* 18. November 1877 auf der Grube Malhada, Bezirk Porto, Portugal; † 23. Januar 1925 in Johanngeorgenstadt) war ein deutscher Bergmann, der als Goldsucher u. a. in Surinam und zuletzt als Obersteiger in Johanngeorgenstadt tätig war und mehrfach über seine bergmännischen Erfahrungen und persönlichen Eindrücke in Mittel- und Südamerika wissenschaftlich publizierte, wodurch er bleibenden Ruf vor allem in Knappschaftskreisen erlangte.

## Leben und Wirken
Nach dem Schulbesuch schlug Rehwagen eine bergmännische Ausbildung ein. Im ausgehenden 20. Jahrhundert war er als Goldsucher erfolgreich in Surinam und auf der Insel Barbados tätig. Unmittelbar nach 1900 in das Deutsche Reich zurückgekehrt, stieg er zum Obersteiger bei Vereinigt Feld im Fastenberge und Betriebsleiter der Johanngeorgenstädter Erzbergwerke auf. Als solcher war er u. a. an der nachhaltigen Erschließung der radioaktiven Quellen im oberen Erzgebirge beteiligt.
1902 beschrieb er in der Fachliteratur das Verfahren Procédé Stoopde Gelder, das u. a. die Gewinnung von Gold durch Einführung einer Cyanidlösung in die goldführende Schicht und der Wiederherauspumpen derselben aus den am tiefsten gelegenen Punkten vorsah.

## Schriften (Auswahl)
- Ueber das Vorkommen bituminöser Producte auf der Insel Barbados. In: Berg- und Hüttenmännische Zeitung 60 (1901), S. 467–468.
- Die Goldfelder von Surinam. In: Berg- und Hüttenmännische Zeitung 60 (1901), S. 491–494.
- Die neuen Goldfelder an der Grenze zwischen Holländisch- und Französisch-Guyana. In: Deutsche Rundschau für Geographie und Statistik 24 (1902), S. 12–19.
- Ein neues Verfahren der Goldgewinnung aus Seifenlagerstätten. In: Berg- und Hüttenmännische Zeitung 61 (1902), S. 477 ff.
- Bilder aus Barbados. In: Deutsche Rundschau für Geographie und Statistik 26 (1904), S. 455 ff.
- Das heutige Surinam. In: Deutsche Rundschau für Geographie und Statistik 27 (1905), S. 394 ff.
- Baggerarbeiten in Guyana. In: Glückauf. Berg- und Hüttenmännische Zeitschrift 41 (1905), S. 881–882.
- Untreue beim Goldbergbau. In: Berg- und Hüttenmännische Rundschau 3, S. 11.
- Gutachten des Obersteigers Alfred Rehwagen über die Aussichten der Grubenbaue auf dem Vitriolstolln, Himmelfahrt Stolln und Göttliche Hilfe Stolln. 1908.